# Темвод
Темво́д — мікрорайон в місті Миколаєві, що знаходиться в північній частині міста за старим Інгульським мостом.

## Історія

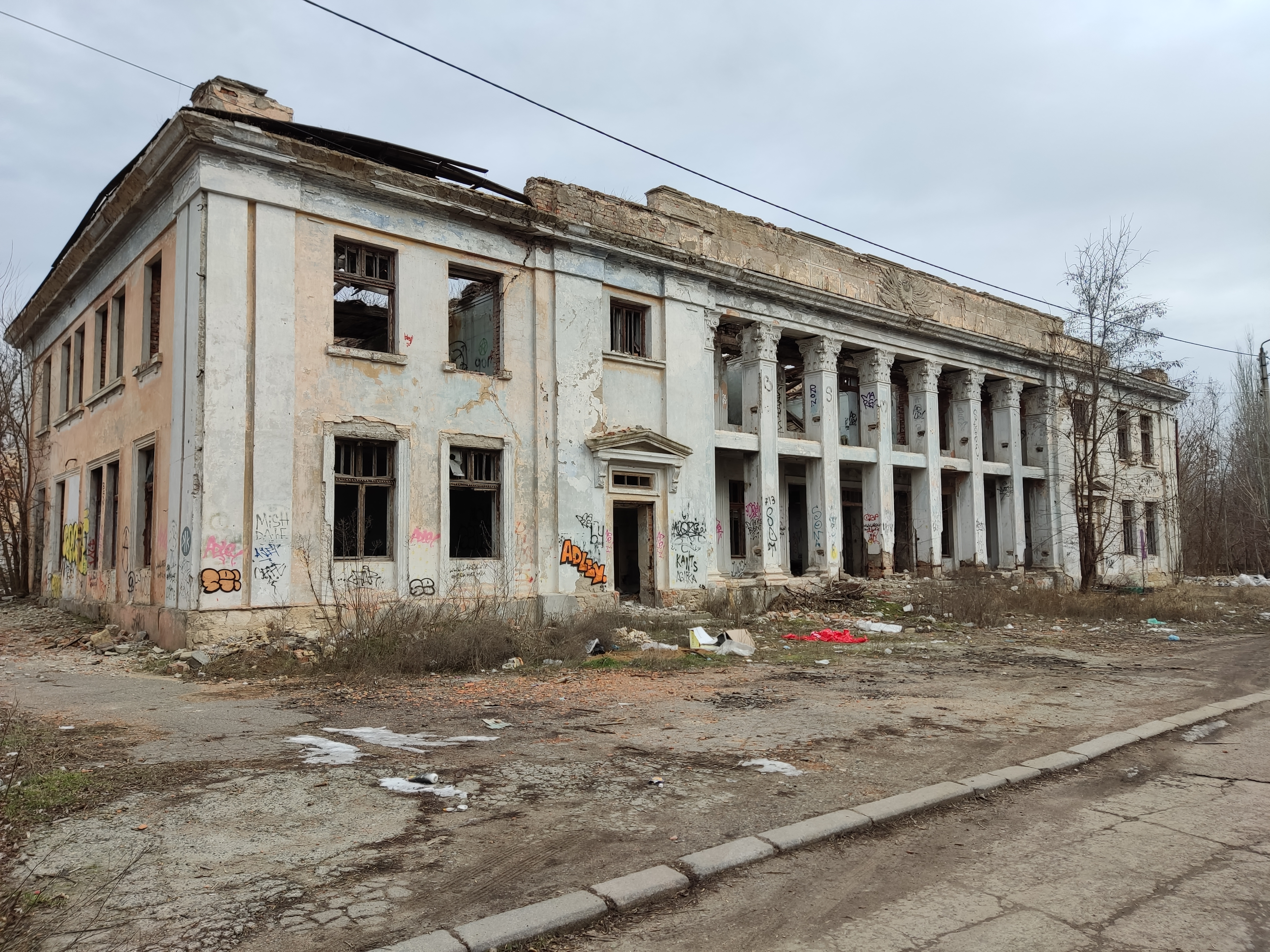
Закинутий Дім культури на Темводі

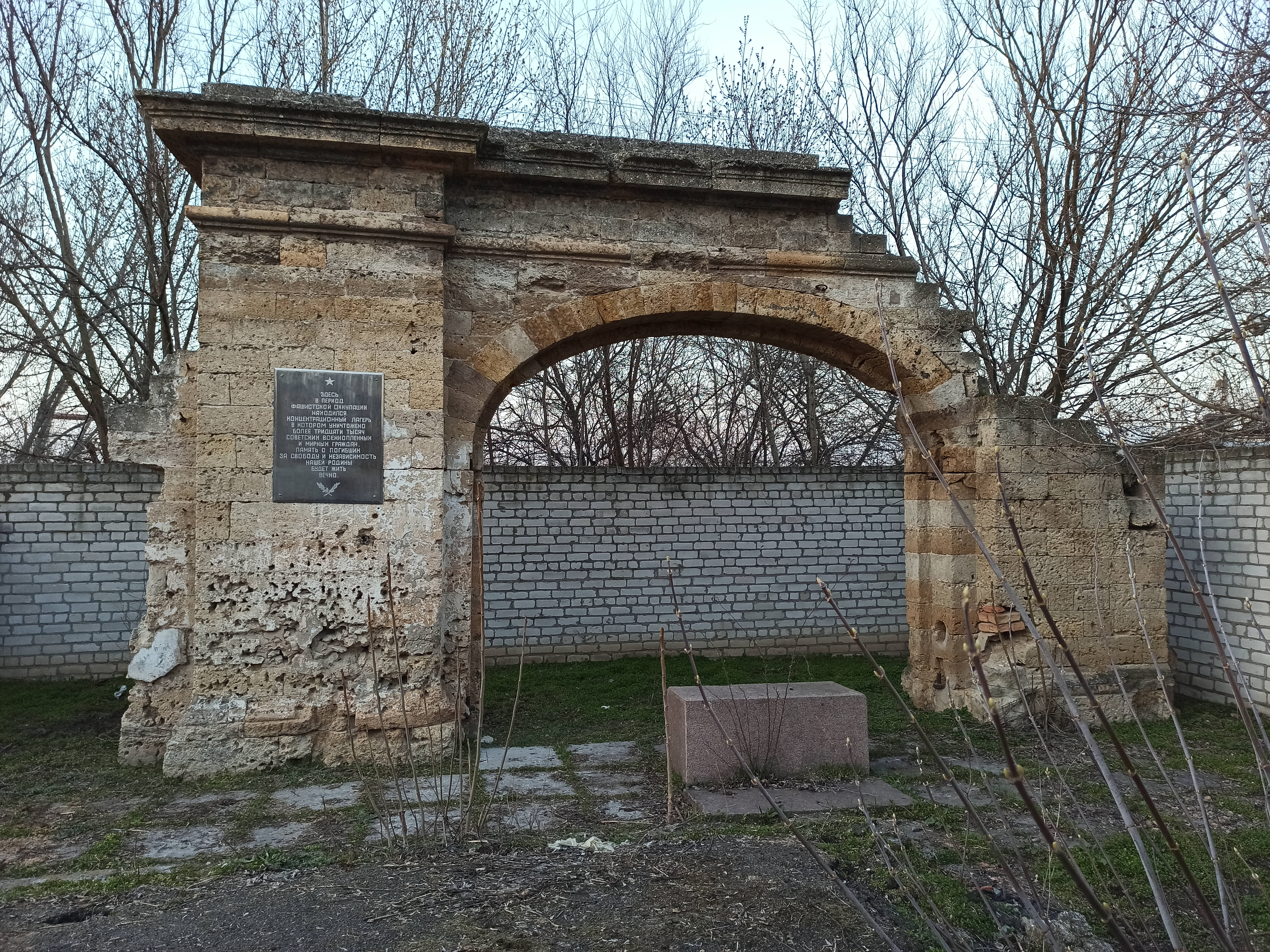
Ворота концентраційного табору «Шталаг-364»

Назва мікрорайону — це своєрідна абревіатура від «Трубковий і електромеханічний завод (ТЕМвод)». У 1915 році на території суднобудівного заводу «Руссуд» в приміщенні колишнього канатного заводу Миколаївського Адміралтейства було засновано завод з виготовлення трубок та детонаторів для морських снарядів і мін, приладів для керування артилерійським вогнем. Завод проіснував до 1918 року.
У 1930—1941 роках на місці колишніх складів Адміралтейства було збудовано низку бараків-гуртожитків для працівників Миколаївського суднобудівного заводу, що створили своєрідне робітниче селище.
В період тимчасової німецької окупації міста в роки Радянсько-німецької війни (1941—1944) у Темводі містився концентраційний табір «Шталаг 364» для радянських військовополонених і місцевих мешканців. Після звільнення міста у 1944—1946 роках тут містився табір НКВС для німецьких військовополонених.
Згодом бараки знову було віддано під гуртожитки для робітників. Було збудовано клуб та стадіон.
У 1980-х роках, у зв'язку з розширенням території Миколаївського суднобудівного заводу, мешканців Темводу було розселено по інших районах міста.
В теперішній час район перебуває у занедбаному стані, частина будівель, що збереглися, використовуються під склади та виробничі приміщення.